# Estroboscopio

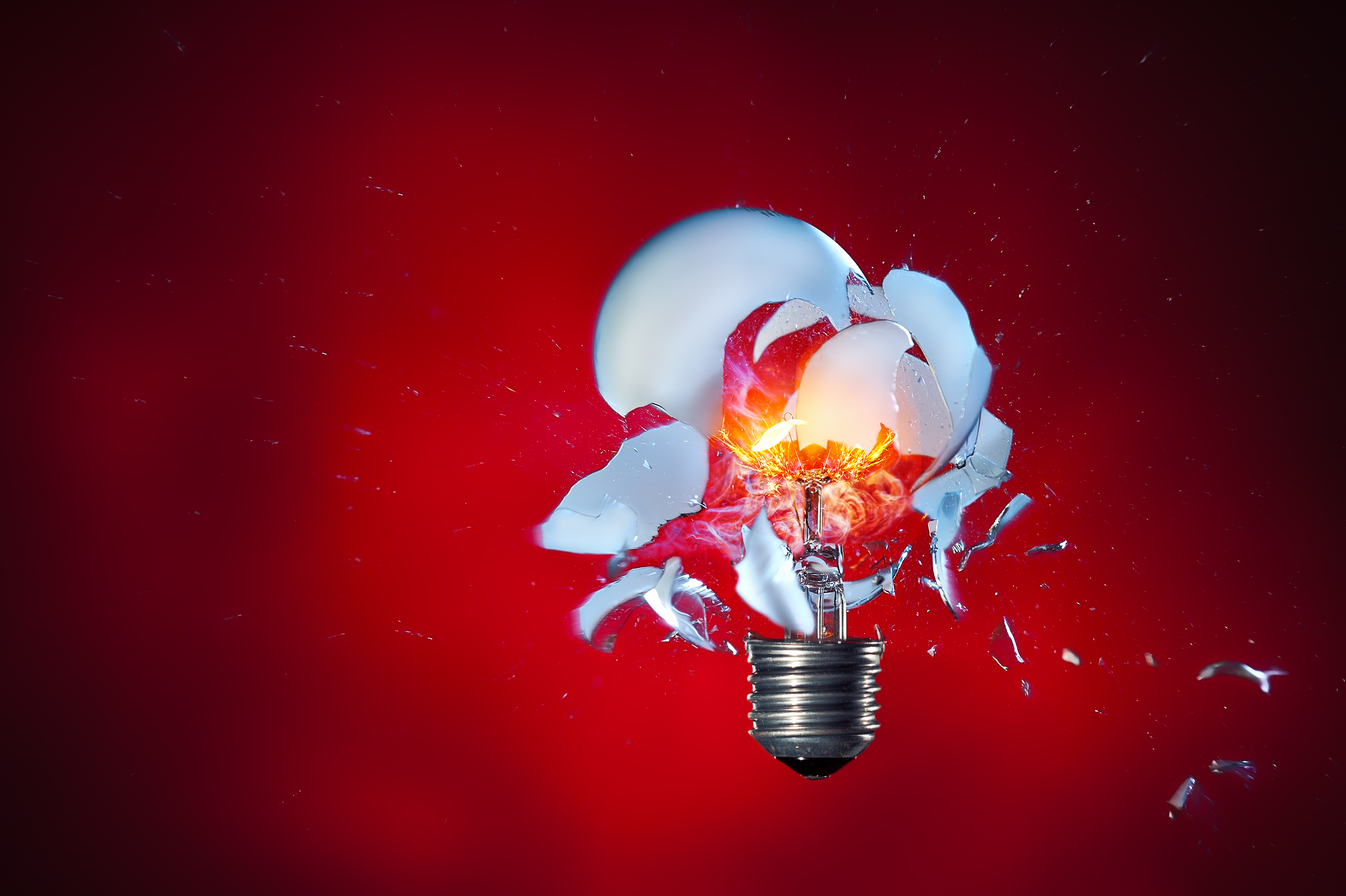
Una imagen tomada usando una luz de estroboscopio de duración corta.

El estroboscopio (del griego: στρόβος [stróbos] ‘remolino’ + σκοπέω [skopéō], ‘observo’) es un instrumento inventado por el matemático e inventor austriaco Simon von Stampfer hacia 1829, que permite visualizar un objeto que está girando como si estuviera inmóvil o girando muy lentamente. Este principio es usado para el estudio de objetos en rotación o vibración, como las partes de máquinas y las cuerdas vibratorias. Fue desarrollado en la misma época en la que el físico belga Joseph Plateau daba a conocer su fenaquistiscopio.  
Permite encender y apagar alguna luz, en un lapso dado, la cantidad de veces que uno desee. Este dispositivo es muy utilizado en clubes nocturnos, en los aviones y en la producción de películas para dar la sensación de movimientos rápidos.
En esencia un estroboscopio está dotado de una lámpara, normalmente del tipo de descarga gaseosa de xenón, similar a las empleadas en los flashes de fotografía, con la diferencia de que en lugar de un destello, emite una serie de ellos consecutivos y con una frecuencia regulable. Si tenemos un objeto que está girando a N revoluciones por minuto y regulamos la frecuencia del estroboscopio a N destellos por minuto e iluminamos con él el objeto giratorio, este, al ser iluminado siempre en la misma posición, aparecerá a la vista como inmóvil.
Si la frecuencia de los destellos no coincide exactamente con la de giro, pero se aproxima mucho a ella, veremos el objeto moverse lentamente, adelante o atrás según que la frecuencia de destello del estroboscopio sea, respectivamente, inferior o superior a la de giro.
Una aplicación muy conocida de este instrumento es el ajuste de la velocidad de los tocadiscos de discos de vinilo. Estos aparatos llevan dibujadas unas marcas en el borde del plato giradiscos, marcas que son iluminadas por la luz de una lámpara de descarga gaseosa, en este caso de neón, alimentada por la corriente alterna de la red eléctrica de 50 Hz o de 60 Hz (en la mayoría de los países americanos). Al estar calculado el número de marcas para que, con la velocidad de giro correcta pasarán 50 o 60 marcas cada segundo por delante de la lámpara de neón, las marcas aparecen inmóviles cuando efectivamente la velocidad es la correcta. La mayoría de los tocadiscos tiene dos bandas para una idéntica velocidad de giro, para ajustar ésta bien fuera con corriente alterna de 50 o 60 Hz.
El estroboscopio se utiliza también para verificar la velocidad de giro de máquinas y motores de diversas clases, sin necesidad de efectuar acoplamiento eléctrico o mecánico alguno.
De manera inversa, si se pega en un disco giratorio diversas imágenes correspondientes a distintas fases del movimiento de un objeto y se lo ilumina con el estroboscopio de tal forma que se produzca un destello cada vez que pase ante la vista una imagen, quedando el plato sin iluminar durante el espacio que media entre una imagen y otra, el resultado será que el objeto será observado en movimiento. En este principio, denominado efecto estroboscópico, están basadas las películas de dibujos animados.